# Gianni Ravaglia
Gianni Ravaglia (Lugo, 17 dicembre 1943) è un politico italiano.

## Biografia
Esponente romagnolo del Partito Repubblicano Italiano. Nel 1979 viene eletto alla Camera dei Deputati, dove rimane complessivamente quattro Legislature, fino al 1994. 
Ricopre anche il ruolo di Sottosegretario di Stato al Tesoro nei due governi guidati da Bettino Craxi e poi di Sottosegretario all'Industria, Commercio e Artigianato durante il Governo Goria e il Governo De Mita.